# Elisa Branco
Pour les articles homonymes, voir Branco et Batista.
Elisa Branco Batista, née le 29 décembre 1912 et morte le 8 juin 2001, est une militante communiste brésilienne, récipiendaire du prix Lénine pour la paix en 1953.

## Biographie
Née à Barretos dans l'État de São Paulo d'un père portugais propriétaire d'un pension, elle vit avec ses frères dans une maison de 21 pièces. Alors qu'elle est enfant, son père meurt de maladie et la famille doit louer les pièces de sa maison à des réfugiés arrivant d'Europe pour survivre. Elle s'installe à São Paulo en 1948, où elle apprend la couture et commence à travailler pour des campagnes pacifistes, après avoir découvert et rejoint les rangs du Parti communiste brésilien lors de l'arrestation de Luís Carlos Prestes. Cette année-là, elle est incarcérée avec les autres membres organisateur du 1er Congrès des travailleurs du textile de l'État de São Paulo.
Elle rejoint la Fédération des femmes de São Paulo (en portugais : Federação das Mulheres de São Paulo), dont elle devient l'une des cadres et organise des actions de protestation contre l'envoi de soldats brésiliens en Corée. Dans le même temps, elle est la vice-présidente du Mouvement brésilien pour la paix.
En 1950, lors de la commémoration de l'indépendance du Brésil dans le quartier de Vale do Anhangabaú à São Paulo qui a lieu tous les 7 septembre, elle se joint au rassemblement des personnalités politiques portant une bannière disant : « Os soldados, nossos filhos não irão para a Coréia » (« Nos soldats, nos enfants n'iront pas en Corée ») pour protester contre le soutien du Brésil aux États-Unis dans la guerre de Corée. Arrêtée, elle est condamnée à quatre ans et trois mois d'incarcération, qu'elle passe dans la prison de Tiradentes. Pendant sa détention, l'avocat du Parti communiste brésilien dépose un habeas corpus pour elle mais il est rejeté. En prison, elle ensigne l'alphabétisation, la couture et l'hygiène du corps à ses codétenues. Elle est finalement relâchée en octobre 1951. 
En 1953, elle part pour l'Europe assister au Congrès pour la paix à Moscou où elle reçoit le prix Lénine pour la paix. De 1951 à 1965, elle est membre du Conseil mondial de la paix.
Lors du coup d'État de 1964 au Brésil, elle est de nouveau arrêtée par les militaires mais ne reste finalement que huit jours en détention. En 1971, elle est de nouveau arrêtée par les militaires et reste trois jours en prison.
Elle meurt le 8 juin 2000 à São Paulo à l'âge de 87 ans.